# Zoropsis spinimana
Zoropsis spinimana är en spindelart som först beskrevs av Dufour 1820.  Zoropsis spinimana ingår i släktet Zoropsis och familjen Zoropsidae. Inga underarter finns listade i Catalogue of Life.
Vuxna exemplar når en kroppslängd av 10 till 20 mm och avståndet mellan benens ytterpunkter kan vara 50 mm.
Zoropsis spinimana har sin ursprungliga utbredning i Medelhavsområdet. Troligtvis tog turister några individer oavsiktlig med till Centraleuropa där arten sprider sig. Spindeln använder inget nät för att fånga bytet. Bettet kan orsaka kortvarig smärta hos människor men det anses inte vara farlig för friska personer.

## Bildgalleri

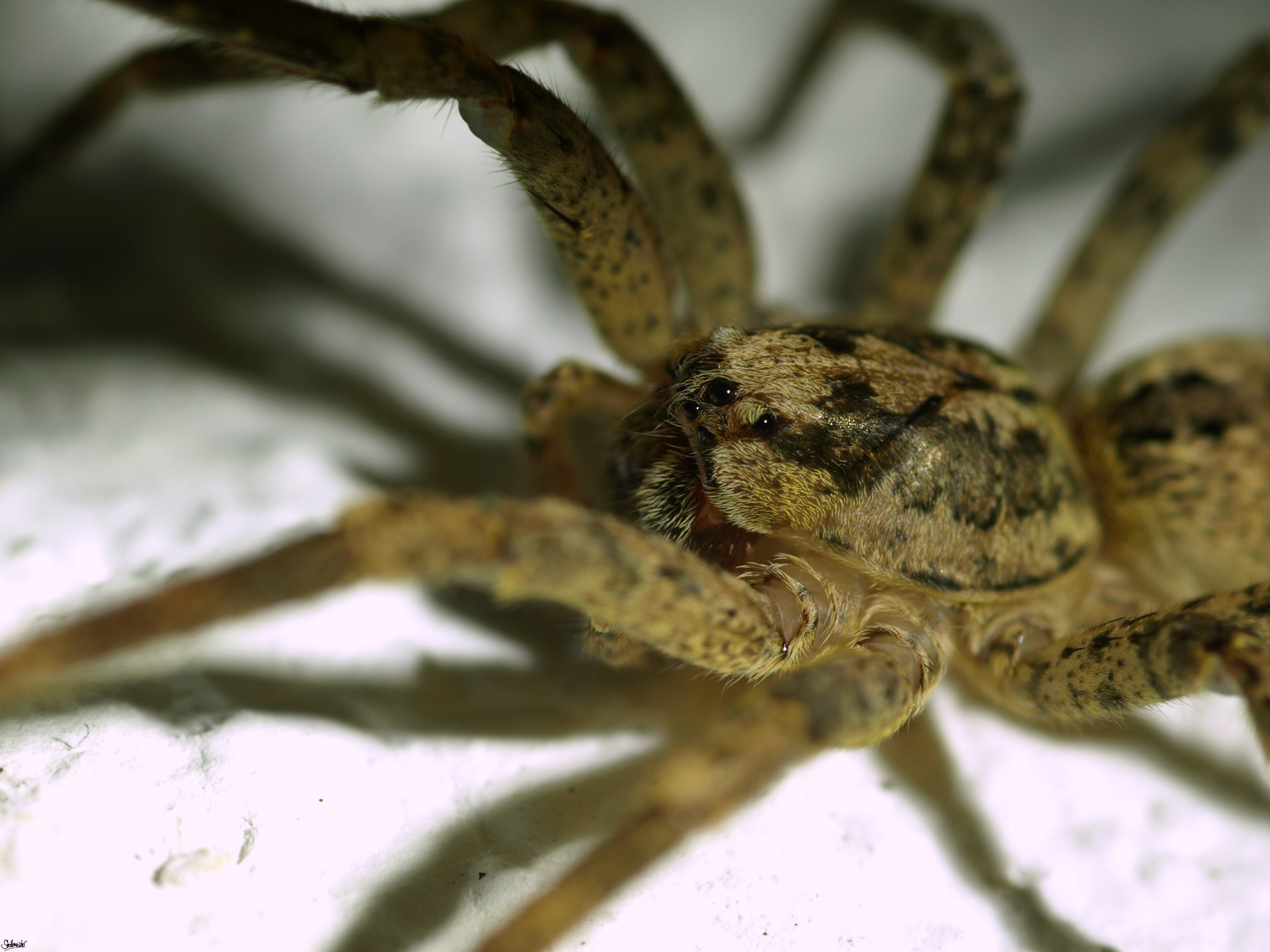
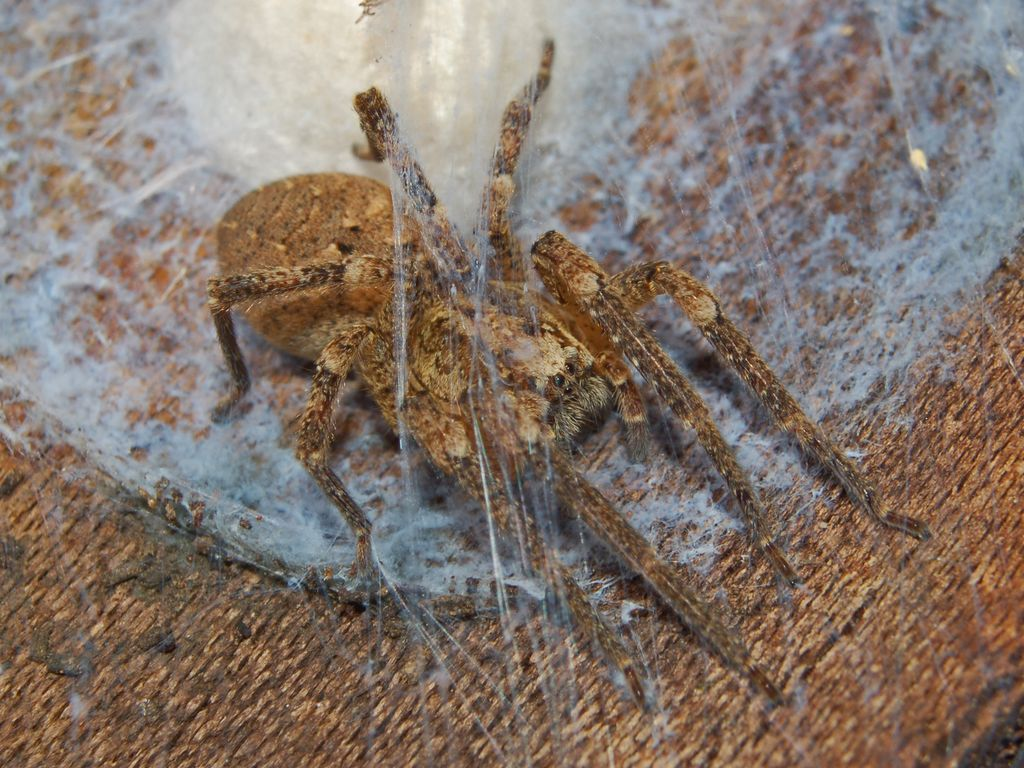
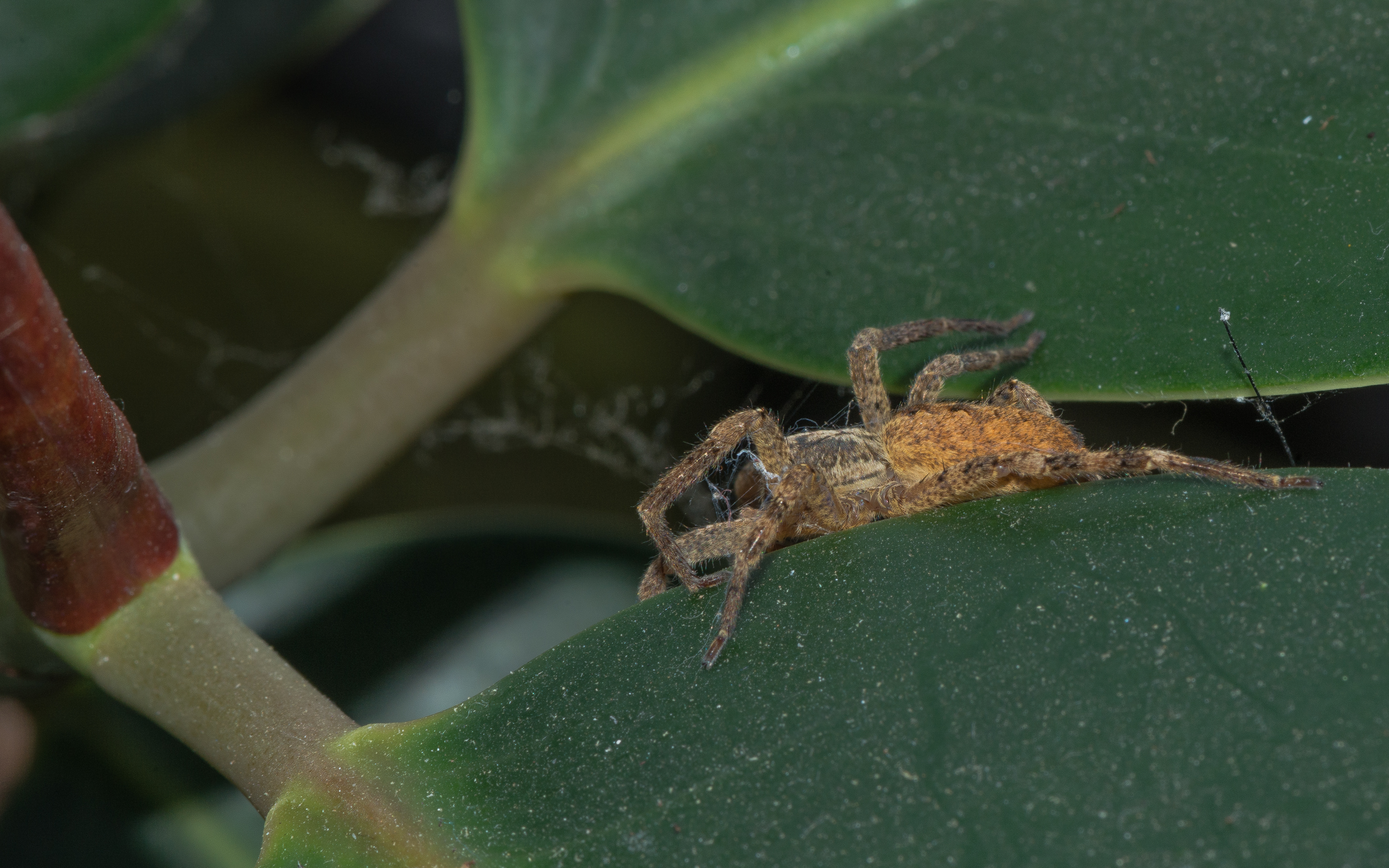